# Geschäftslogik
Geschäftslogik (englisch business logic, auch Anwendungslogik) ist ein abstrakter Begriff in der Softwaretechnik, der eine Abgrenzung der durch die Aufgabenstellung selbst motivierten Logik eines Softwaresystems zu der notwendigen, technischen Logik zum Ziel hat. Allerdings ist der Begriff unscharf, da eine klare Trennung oft nicht möglich ist.
Eingeführt wurde der Begriff in Verbindung mit Schichtenarchitekturen, vor allem mit Aufkommen von Client-Server-Architekturen. Kontextuell ist die Geschäftslogik dabei in der Mitte angesiedelt, „oberhalb“ einer Datenhaltungsschicht und „unterhalb“ der Präsentationsschicht, also zwischen Datenbank und Benutzerschnittstelle.
Die Motivation bei Einführung des Begriffs liegt im Wesentlichen darin, dass man die Logik, die die eigentliche Problemstellung implementiert, von der Logik trennt, die die technischen Belange abdeckt. Dabei wird unterstellt, dass diese Anwendungsteile unterschiedlichen Änderungszyklen unterliegen und daher durch deren Trennung die Wartbarkeit des Softwaresystems verbessert wird.
In Verbindung mit der Objektorientierung wurde der Gedanke der Geschäftslogik zu sogenannten Geschäftsobjekten erweitert. Beim Model-View-Controller-Paradigma wird sie von einigen zum Model gezählt.